# Пелевинское сельское поселение
Пелевинское се́льское поселе́ние — упразднённое муниципальное образование в Юрьевецком районе Ивановской области Российской Федерации.
Административный центр — деревня Пелевино.

## История
Статус и границы сельского поселения установлены Законом Ивановской области от 25 февраля 2005 года № 54-ОЗ «О городском и сельских поселениях в Юрьевецком муниципальном районе».
Законом Ивановской области от 6 мая 2015 года № 34-ОЗ, Елнатское и Пелевинское сельские поселения преобразованы, путём объединения, в Елнатское сельское поселение с административным центром в селе Елнать.

## Население
| 2002 | 2010 | 2011 | 2012 | 2013 | 2014 | 2015 |
| ---- | ---- | ---- | ---- | ---- | ---- | ---- |
| 1021 | ↘904 | ↘898 | ↘872 | ↘857 | ↘845 | ↘823 |

## Состав сельского поселения
| №  | Населённый пункт | Тип населённого пункта          | Население |
| -- | ---------------- | ------------------------------- | --------- |
| 1  | Акулиха          | деревня                         | 0         |
| 2  | Барабаниха       | деревня                         | 0         |
| 3  | Бенькино         | деревня                         | 6         |
| 4  | Бердиха          | деревня                         | 0         |
| 5  | Богомолово       | деревня                         | 15        |
| 6  | Дворищи          | деревня                         | 8         |
| 7  | Демидовка        | деревня                         | 5         |
| 8  | Ермоленка        | деревня                         | 0         |
| 9  | Ермолово         | деревня                         | 0         |
| 10 | Ершиха           | деревня                         | 0         |
| 11 | Заливенки        | деревня                         | 3         |
| 12 | Куретнево        | деревня                         | 0         |
| 13 | Лазарево         | село                            | →0        |
| 14 | Латышиха         | деревня                         | 0         |
| 15 | Лобаны           | деревня                         | 278       |
| 16 | Мальгино         | деревня                         | 10        |
| 17 | Никулино         | деревня                         | 1         |
| 18 | Пелевино         | деревня, административный центр | ↘320      |
| 19 | Пигарево         | деревня                         | 0         |
| 20 | Потемкино        | деревня                         | 0         |
| 21 | Сельцо-Тюримово  | деревня                         | 6         |
| 22 | Скуратиха        | деревня                         | 47        |
| 23 | Содомово         | деревня                         | →0        |
| 24 | Спириха          | деревня                         | 21        |
| 25 | Стегаиха         | деревня                         | 0         |
| 26 | Тихон-Воля       | село                            | ↘157      |
| 27 | Токарево         | деревня                         | 9         |
| 28 | Чертежи          | посёлок                         | 18        |
| 29 | Ярцево           | деревня                         | 0         |